# Абрамс, Крейтон
Крейтон Уильямс Абрамс-младший (англ. Creighton Williams Abrams Jr.; 15 сентября 1914 — 4 сентября 1974) — американский военный деятель, генерал.

## Биография
Крейтон Абрамс родился в городе Спрингфилд, штат Массачусетс. В 1936 году он окончил Военную академию США, имел средние оценки, был шутником. Окончив кавалерийскую школу в Форт-Блисс, служил в 1-й кавалерийской дивизии, затем был переведён в только что созданную 1-ю бронетанковую дивизию.
Во время Второй мировой войны Абрамс проявил себя блестящим командиром. В сентябре 1942 года ему было присвоено звание подполковника, в сентябре 1943 года он возглавил 37-й бронетанковый полк, который в первых рядах 3-й полевой армии генерала Паттона сражался в Западной Европе. Абрамсу приписывают шесть лично уничтоженных за годы войны танков противника, а на счету его подразделения свыше 300 единиц немецкой техники, 150 пушек и 15 танков. Сам Паттон называл Абрамса лучшим командиром бронетанковых войск в американской армии.
После Второй мировой Абрамс занимался написанием пособий по тактике бронетанковых войск, затем командовал 63-м танковым батальоном в Европе и 2-м бронекавалерийским полком. В Корейскую войну он служил начальником штаба в трёх армейских корпусах. В 1956 году Абрамсу было присвоено звание бригадного генерала, занимал командные должности в Европе, затем работал на руководящих постах в Пентагоне.
В 1964 году Абрамс получил звание четырёхзвёздного генерала, возглавлял Командование по оказанию военной помощи Вьетнаму в 1968—1972 годах, во время Вьетнамской войны. В отличие от предшественника на этом посту и своего сокурсника по Вест-Пойнту, генерала Уэстморленда, он старался учитывать фактор антиамериканских настроений на юге Вьетнама и антивоенного движения в США, содействовал оказанию гуманитарной помощи населению, участвовал в осуществлении политики вьетнамизации конфликта, руководя агрессиями против Камбоджи и Лаоса. В 1972—1974 годах Абрамс занимал должность начальника штаба армии США, в этой должности руководил процессом вывода войск из Вьетнама, провёл масштабную реорганизацию армии, направленную на сохранение её эффективности и сокращение расходов на содержание.
Крейтон Абрамс скончался 4 сентября 1974 года от рака лёгких, похоронен на Арлингтонском кладбище. Основной боевой танк M1, запущенный в серийное производство в 1980 году, получил в честь генерала название M1 «Абрамс».